# Sint-Martinuskerk (Heeze)
De Kerk van Sint-Martinus en Johannes de Evangelist, vaak ook kortweg Sint-Martinuskerk genoemd, is de centrale rooms-katholieke kerk van het dorp Heeze in de Nederlandse provincie Noord-Brabant.
De kerk werd gebouwd in 1933 en verving een waterstaatskerk uit 1833. De architect was Hendrik Willem Valk.
Het is een bakstenen vijfbeukige basiliek met een korte maar forse toren die vergelijkbaar is met de toren van de, iets oudere en eveneens door Valk ontworpen Sint-Michaelskerk in Sint-Michielsgestel. Merkwaardig is het feit dat deze kerk niet georiënteerd is, want het altaar ligt op het noorden.
De kerk bevat weliswaar streekeigen traditionalistische elementen, zoals spaarnissen en boogfriezen in de toren, maar ook andere kenmerken zijn te vinden, zoals de overhoeks geplaatste torenspits, die meer in het Rijnland te vinden is. Daarnaast werd geëxperimenteerd met voor die tijd moderne ontwikkelingen. Zo is het altaar onder de vieringtoren geplaatst en is het middenschip breed, waardoor het gebouw, zoals veel van Valks kerken, aansluit bij het concept van de christocentrische kerk, waarin het altaar centraal staat en voor de gelovigen goed zichtbaar is.
In de kerk vindt men glas-in-loodramen uit 1873 die de twaalf apostelen voorstellen. De kruiswegstaties zijn uit 1894. Dit alles is, evenals de biechtstoelen, afkomstig uit de oude waterstaatskerk. Ook bevindt zich in de kerk een kapel die gewijd is aan Sint-Job. Het uit de oude kapel te Ven afkomstige 16e-eeuws Jobsbeeld werd in 1976 uit de kerk gestolen, en in 1977 vervangen door een nieuw beeld. De muurschilderingen in deze kapel zijn van de hand van de Bossche beeldhouwer Van der Heijden (1953). Verdere beelden zijn: Sint-Anna-te-Drieën (15e-16e eeuw), een Piëta uit de 16e eeuw, een beeld van Johannes de Doper uit omstreeks 1800, en tal van beelden uit de 19e eeuw.